# SN 2005gs
SN 2005gs – supernowa typu Ia odkryta 22 września 2005 roku w galaktyce A221310+0103. W momencie odkrycia miała maksymalną jasność 22,10m.